# Géczi A. János
Géczi A. János (Nagybánya, 1953. április 7. – Kolozsvár, 2008. május 9.) író, szerkesztő, könyvkiadó.

## Élete
Kolozsváron érettségizett a 11-es sz. Líceumban, 1972-ben. A Babeș–Bolyai Tudományegyetem Kémia Karán szerzett almérnöki oklevelet 1975-ben. 1975–1990 között a dévai cementgyár technológusa volt. 1990-től 1993-ig a Kriterion Könyvkiadó, majd a Polis Könyvkiadó műszaki szerkesztője volt Kolozsváron.

## Munkássága
Cikkeit, novelláit az Ifjúmunkás, Igaz Szó, Utunk, Helikon, Látó, valamint az Ajtók című antológia (Kriterion, 1986) közölte.
1999-ben megalapította és haláláig egyszemélyben működtette a Kalota Könyvkiadót.

## Kötetei
- Holdfényben. Novellák. Kriterion, 1987.
- Patthelyzetek. Novellák. Kriterion, 1992.
- Csak fiataloknak. Novellák. Kalota Könyvkiadó, Kolozsvár, 2009.